# Macrostylophora gansuensis
Macrostylophora gansuensis är en loppart som beskrevs av Zhang Zenghu et Ma Liming 1982. Macrostylophora gansuensis ingår i släktet Macrostylophora och familjen fågelloppor. Inga underarter finns listade i Catalogue of Life.